# Escherichia coli xâm nhập đường ruột
Escherichia coli xâm nhập đường ruột (tiếng Anh: Enteroinvasive Escherichia coli, viết tắt: EIEC) là một chủng vi khuẩn gây bệnh mà khi bệnh nhân nhiễm trùng gây ra một hội chứng giống hệt như bệnh shigella: tiêu chảy lan rộng và sốt cao. EIEC có tính xâm lấn cao và chúng sử dụng protein bám dính để liên kết và xâm nhập vào tế bào ruột. Chúng không tạo ra độc tố, nhưng làm hỏng nghiêm trọng thành ruột thông qua sự phá hủy tế bào cơ học.
Nó liên quan chặt chẽ với Shigella.
Sau khi chủng E. coli xâm nhập qua thành biểu mô, thành nhập bào bị ly giải, chủng này nhân lên bằng cách sử dụng tế bào chủ và lan ra tế bào biểu mô lân cận. Ngoài ra, plasmid của chủng mang gen cho hệ thống bài tiết loại III được sử dụng làm yếu tố độc lực. Mặc dù nó là một bệnh xâm lấn, nhưng ảnh hưởng của vi khuẩn không vượt qua lớp dưới niêm mạc. Bệnh lý tương tự như bệnh shigella có thể là do cả hai chủng vi khuẩn có chung một số yếu tố độc lực. Sự xâm lấn của các tế bào có thể kích hoạt một dạng tiêu chảy nhẹ hoặc kiết lỵ, thường bị nhầm lẫn với bệnh lỵ do các loài Shigella gây ra. Bệnh được đặc trưng bởi sự xuất hiện của máu và chất nhầy trong phân của những người bị nhiễm bệnh hoặc một tình trạng gọi là viêm đại tràng.
Bệnh kiết lỵ do EIEC thường xảy ra trong vòng 12 đến 72 giờ sau khi ăn phải thực phẩm bẩn. Bệnh được đặc trưng bởi chuột rút bụng, tiêu chảy, nôn mửa, sốt, ớn lạnh và khó chịu.
Hiện tại vẫn chưa biết thực phẩm nào chứa EIEC, nhưng bất kỳ thực phẩm nào bị nhiễm phân người từ một người bệnh, trực tiếp hoặc qua nước bị ô nhiễm, đều có thể gây bệnh cho người khác. Bùng phát bệnh phần lớn nguyên nhân từ thịt hamburger và sữa chưa chưa tiệt trùng.